# Aenigmotellina nishimurai
Aenigmotellina nishimurai is een tweekleppigensoort uit de familie van de Tellinidae. De wetenschappelijke naam van de soort is voor het eerst geldig gepubliceerd in 1976 door Habe.